# Gołogóry (Wysoczyzna Łobeska)
Gołogóry – zalesione wzniesienia morenowe o wysokościach do 110,7 m n.p.m. na Wysoczyźnie Łobeskiej, położone w woj. zachodniopomorskim, w powiecie świdwińskim, na obszarze gminy Brzeżno.
Przy północnym zboczu Gołogór przebiega dolina rzeki Regi. Ok. 0,5 km na południe znajduje się jezioro Słonowice, a ok. 1,5 km na wschód leży wieś Półchleb.
Zalesiony terenie Gołogór został objęty specjalnym obszarem ochrony siedlisk "Dorzecze Regi".
Nazwę Gołogóry wprowadzono urzędowo w 1950 roku, zastępując poprzednią niemiecką nazwę Fürsten Berge.